# Offensiva Brusilov
L'offensiva Brusilov (in russo Брусиловский прорыв?, Brusilovskij proryv) fu la più grande offensiva condotta dall'Impero russo durante la prima guerra mondiale e considerata la più grande vittoria della Triplice intesa durante tutta la guerra.
Lo scontro iniziò il 4 giugno 1916 quando lo zar Nicola II di Russia ordinò al generale Aleksej Brusilov di attaccare le forze degli imperi centrali su un fronte di oltre 500 km che andava dalle paludi del Pryp"jat', sulla frontiera polacca, all'estremità dello schieramento austriaco.

## Contesto storico
Allo scoppio della prima guerra mondiale, il 4 agosto 1914, gli alti comandi tedeschi confidarono che l'estrema lentezza nella mobilitazione dell'esercito russo, che sarebbe durata settimane, se non mesi, avrebbe permesso loro di conquistare Parigi e poi rivolgere tutte le forze contro la Russia in tempo utile per non impantanarsi in una guerra su due fronti.
Ma, sorprendentemente, l'esercito russo sferrò la sua prima offensiva verso la Prussia Orientale appena due settimane dopo l'inizio del conflitto. L'attacco mise in difficoltà il generale Maximilian von Prittwitz, comandante tedesco della zona, ma la scarsa organizzazione dell'offensiva ne impedì il pieno successo.
Von Prittwitz venne subito sostituito dai generali Paul von Hindenburg ed Erich Ludendorff, che organizzarono un immediato contrattacco; con il risultato del doppio accerchiamento dei russi a Tannenberg che costò ai russi 125 000 tra morti, feriti e prigionieri.
Dopo altre due settimane i russi furono nuovamente disastrosamente battuti nella Prima battaglia dei laghi Masuri, e verso la fine di agosto la Russia dovette vedersela anche contro l'alleata della Germania, l'Impero austro-ungarico che sferrò un attacco in Galizia (la parte occidentale dell'odierna Ucraina).
Ma gli austriaci dopo alcuni iniziali successi vennero ricacciati indietro e salvati solo dall'intervento della Germania, che pur operando in inferiorità di uomini e materiali, condusse un'incisiva campagna contro la Russia per tutta la durata della guerra.
La Germania seppe sfruttare al meglio le linee ferroviarie in suo possesso per spostare efficacemente le truppe lungo tutto il fronte, riuscendo alla fine del 1914 a conquistare gran parte della Polonia russa.
I russi riuscirono a ottenere delle vittorie contro gli austriaci, ma i tedeschi nella primavera del nuovo anno sferrarono ulteriori offensive che permisero loro di occupare alcune zone dei paesi baltici e di conquistare l'intera Polonia.
Alla fine dell'agosto 1915 lo zar Nicola II assunse direttamente il comando delle forze russe, e quell'anno si concluse con le forze avversarie attestate su una linea che andava da Riga, sul mar Baltico, fino ai Carpazi, sulla frontiera tra Russia e Romania.

### Premesse

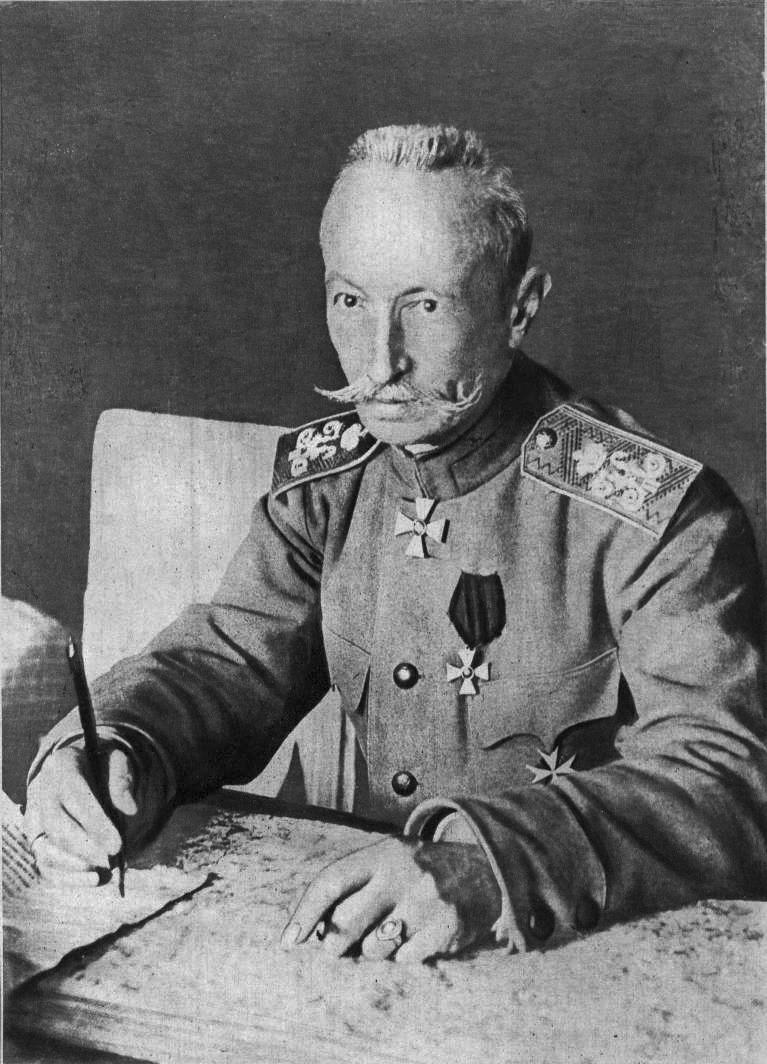
Il generale Brusilov

Alla fine di febbraio del 1916, sul fronte occidentale, il comandante dello Stato maggiore tedesco, Erich von Falkenhayn iniziò la sua offensiva a Verdun con l'intenzione di dissanguare l'esercito francese, e subito i comandi francesi fecero pressioni sulla Russia affinché sferrasse un attacco di "alleggerimento" per dirottare forze tedesche. I russi attaccarono presso il lago Narač, ma ottennero solamente il risultato di subire 100 000 perdite tra le proprie file, senza intaccare sensibilmente le forze avversarie.
A maggio, poi, gli austriaci sferrarono una massiccia offensiva (la Battaglia degli Altipiani) contro le posizioni italiane in Trentino, e anche l'Italia si appellò allo Zar per diminuire la pressione sul proprio fronte.
I comandi russi sapevano che non era possibile sferrare nuovi attacchi per assistere gli italiani, data la situazione di truppe e materiali, che andavano radunati e preparati per una prossima decisiva offensiva da compiersi durante la stagione estiva.
Solamente il nuovo incaricato del fronte sud-occidentale, il generale Aleksej Brusilov, reagì positivamente alla richiesta. Brusilov decise di attaccare in luglio, ma poiché sul fronte italiano si combatteva aspramente, anticipò l'azione a giugno per cercare di allentare la pressione sull'Italia, costringendo gli austriaci a trasferire truppe da ovest ad est.
Il generale Aleksej Evert, comandante del gruppo d'armate ovest, era invece favorevole a una strategia difensiva, in opposizione alla strategia di Brusilov, ma lo Zar appoggiò i piani del nuovo arrivato, e vennero delineati gli obbiettivi dell'offensiva, le città di Leopoli e Kovel', perse l'anno precedente.

## La battaglia

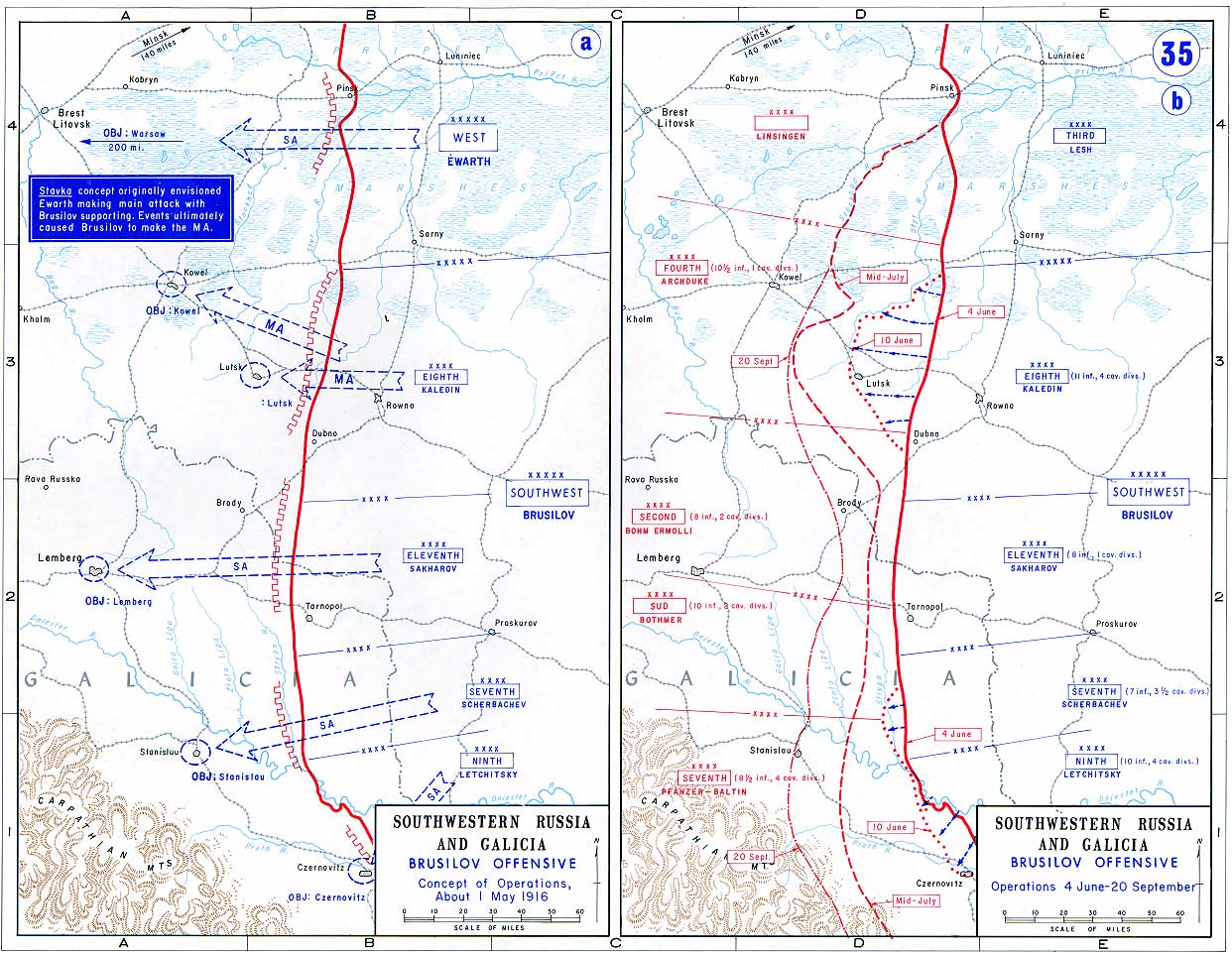
Il fronte dell'offensiva durante l'attacco

L'offensiva iniziò con un potente tiro d'artiglieria, condotto da 1938 pezzi su un fronte di circa 350 km, dalle Paludi del Pryp"jat' fino alla Bucovina; questa carenza di artiglieria fu dovuta al risentimento degli altri generali russi che mal vedevano l'offensiva di Brusilov e che non inviarono rinforzi e materiali.
Ma questa carenza di pezzi d'artiglieria, in un'analisi a posteriori, si rivelò un vantaggio, dato che come succedeva in occidente, i massicci tiri di medi e grossi calibri non facevano altro che creare un terreno pieno di buche che rallentavano gli attaccanti, e favorivano i difensori.
Questo a Brusilov accadde in maniera minore, e qualche ora di violento bombardamento bastò a mandare nel caos le prime linee austro-ungariche, che non si aspettavano un attacco, e aprire oltre 50 varchi tra i reticolati.
Con un'avanzata velocissima, coperta dall'intenso fumo prodotto dalle granate su tutto il campo di battaglia, i russi catturarono il primo giorno quasi 26 000 austriaci e, il secondo giorno, occuparono la città di Luc'k, rimasta praticamente sguarnita dalla fuga dei 200 000 difensori.

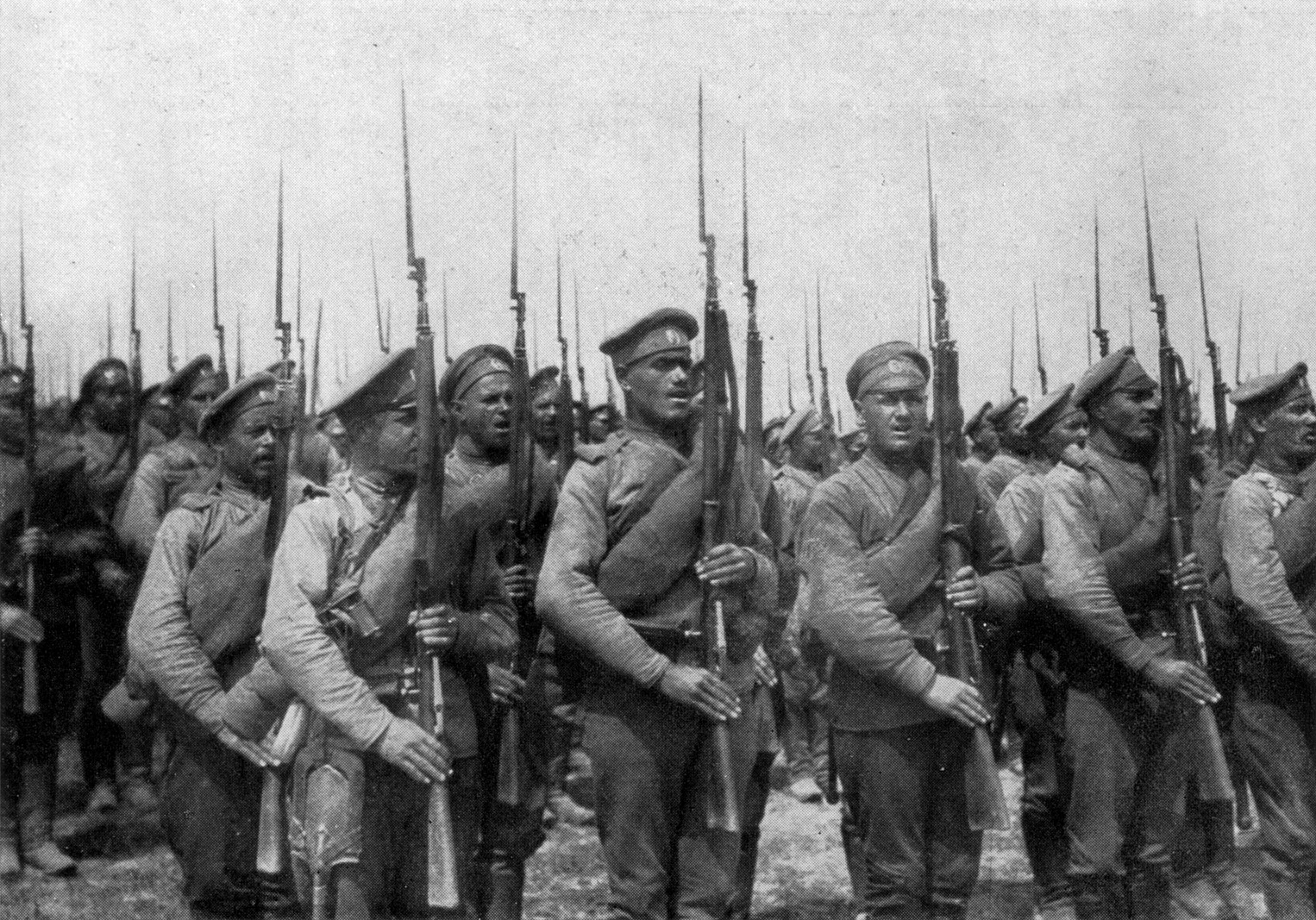
Truppe russe

In appena due giorni, l'attacco russo ebbe un grande successo, la IV e la VII Armata austriaca cedettero, e le forze russe sfondarono su un fronte di un centinaio di km a sud di Pryp"jat' e avanzarono di circa 40 km.
A nord delle paludi invece la resistenza degli austriaci fu tenace, ma vennero lo stesso respinti fino al Dnestr, e le forze russe arrivarono a minacciare Černivci, capoluogo della Bucovina.
Il successo delle operazioni, oltre che dal limitato uso delle artiglierie che non aveva permesso agli austriaci di ritirare le truppe e organizzarsi, fu dovuto all'uso di reparti specializzati d'attacco, che, suddivisi in piccoli e numerosi gruppi, si infiltravano tra le linee nemiche e colpivano diversi obbiettivi agendo in modo molto più efficace delle ondate di fanteria.
Ma questo grande successo non favorì l'offensiva; i generali russi a Nord delle paludi, forse per gelosia, non attaccarono sul resto del fronte, consentendo alle forze tedesche di spostare ingenti truppe a Sud per dar manforte agli austriaci.
La veloce avanzata russa però allungò le linee di rifornimento, costringendo il rallentamento delle truppe in avanzata, e solo l'intervento dello Zar costrinse gli altri generali ad inviare rinforzi a Brusilov.
Ma il sistema viario russo, in pessime condizioni, rallentò anche i rinforzi, e l'impossibilità di impiegare notevoli forze d'artiglieria e nuove truppe portò Brusilov a ritornare alle vecchie tattiche.
Alla fine di luglio, la città di Brody, città di frontiera della Galizia, cadde in mano dei russi, che nelle due settimane precedenti catturarono altri 40 000 austriaci. Ma anche le perdite russe non erano lievi, e nell'ultima settimana di luglio, Hindenburg e Ludendorff assunsero la difesa dell'ampio settore austriaco, vennero formati battaglioni misti austro-tedeschi e vennero richiesti rinforzi anche agli ottomani.
Le tecniche di infiltrazione ben presto furono nuovamente sostituite dalle classiche azioni di bombardamento, e dalle ondate di uomini, facendo ritornare la guerra nella stasi del trinceramento e al conseguente spreco di vite.
Ai primi di settembre Brusilov raggiunse comunque le pendici dei Carpazi, ma lì si arrestò per le evidenti difficoltà geografiche, e soprattutto l'arrivo di nuove truppe tedesche da Verdun arrestò la ritirata austriaca e inflisse gravi perdite ai russi.

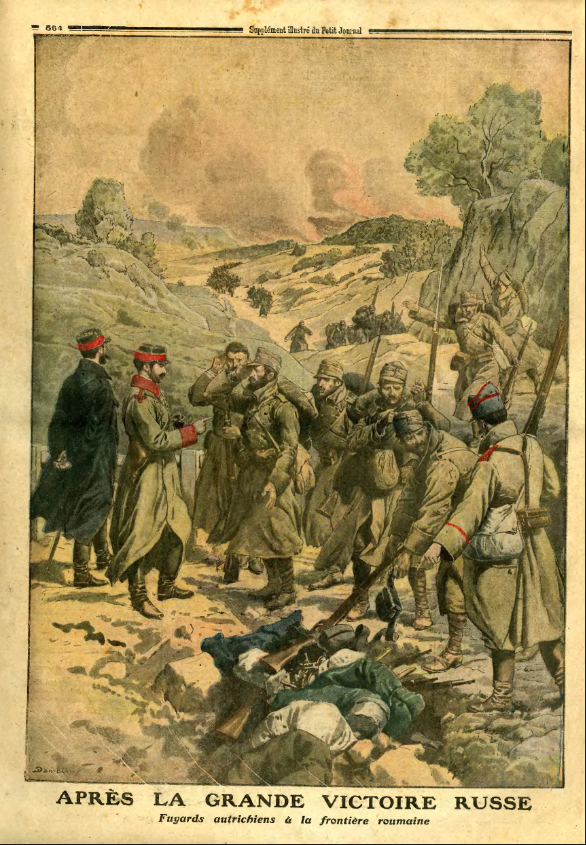
Manifesto francese sulla vittoria russa

Il 22 agosto Brusilov e la sua armata vennero attaccati lungo un settore di 20 km da due divisioni ottomane che l'anno precedente avevano combattuto a Gallipoli, ma la ritirata austriaca non si fermò.

### Esito
Il 20 settembre l'attacco di Brusilov si estinse. 
Questi raggiunse l'obiettivo principale di distogliere importanti forze tedesche dal settore di Verdun e soprattutto di costringere gli austro-ungarici a levare truppe dal settore del Trentino nel pieno dell'offensiva della Battaglia degli Altipiani. Inoltre gravi perdite furono inflitte agli austro-ungarici con quasi 1 500 000 di soldati austriaci messi fuori combattimento, tra cui oltre 400 000 prigionieri. L'offensiva convinse la Romania ad entrare in guerra a fianco dell'Intesa.
Ma le perdite furono notevoli per entrambi gli schieramenti, oltre 500 000 in quella che si potrebbe considerare una delle battaglie più sanguinose della storia.

### Conseguenze
L'offensiva di Brusilov fu l'ultimo e il più alto momento dello sforzo russo nel primo conflitto mondiale. Da lì in poi l'esercito russo non riuscì più ad essere altrettanto efficace, ed anzi la sua forza combattiva declinò celermente, spinta dai problemi interni e dalle diserzioni sempre più massicce a causa del vento rivoluzionario che già soffiava tra le sue file. Quando Brusilov decise di attaccare, la Russia aveva perso dal 1914 ben 5 milioni di uomini, l'esercito era ormai privo di  fiducia e la rivolta serpeggiava nelle trincee. La rivoluzione russa scoppiò nel Marzo 1917, e anche se l'Offensiva Brusilov non ne fu direttamente responsabile, le sue vittime furono la goccia che fece traboccare il vaso.
L'operazione fu in un primo frangente caratterizzata da un notevole miglioramento nelle tecniche di attacco russe, ma l'arrivo delle artiglierie fece tornare Brusilov alle vecchie idee di bombardamenti a tappeto antecedenti i grossi attacchi di fanteria. Per ironia della sorte, furono i tedeschi ad apprendere e sviluppare questa tecnica detta di infiltrazione con squadre d'assalto, usandola poi su tutti i fronti, con risultati sempre migliori. Nel 1918 i tedeschi, seppur dissanguati, demotivati e affamati dal blocco navale, con l'aiuto di queste nuove tecniche (che al contrario gli altri eserciti tardarono ad applicare) durante l'Offensiva di primavera furono molto vicini a vincere la guerra.
D'altro canto, l'entrata in guerra della Romania sul fronte orientale non diede alcun aiuto all'Intesa; anzi, una serie di insensati attacchi indebolirono un esercito già antiquato e poveramente dotato, e diedero l'opportunità alla forze bulgare di attaccare da sud, travolgendolo all'inizio del 1917, tanto che l'intero paese fu occupato, eccetto una piccola striscia a ridosso del confine russo, mantenuta solo grazie all'aiuto dei soldati al soldo dello zar.